# Bjeliševac
Bjeliševac (češki: Běliševec) je naselje u Požeško-slavonskoj županiji, u sastavu grada Kutjeva.

## Zemljopis
Bjeliševac je smješten 18 km istočno od Požege, 8 južno od Kutjeva, susjedna sela su Ferovac na istoku i Tominovac na zapadu. 

## Stanovništvo
Prema popisu stanovništva iz 2011. godine Bjeliševac je imao 112 stanovnika, većinom Čeha i Hrvata.
| broj stanovnika | 52    | 25    | 28    | 96    | 101   | 121   | 129   | 130   | 168   | 180   | 203   | 123   | 107   | 123   | 133   | 112   | 80    |
|                 | 1857. | 1869. | 1880. | 1890. | 1900. | 1910. | 1921. | 1931. | 1948. | 1953. | 1961. | 1971. | 1981. | 1991. | 2001. | 2011. | 2021. |

## Kultura
Bjeliševac ima reformiranu crkvu. U Bjeliševcu od 1933. djeluje Češka beseda Bjeliševac.